# Pultenaea tenuifolia
Pultenaea tenuifolia är en ärtväxtart som beskrevs av John Sims. Pultenaea tenuifolia ingår i släktet Pultenaea och familjen ärtväxter. Inga underarter finns listade i Catalogue of Life.